# Nonsuch (voilier)
Pour les articles homonymes, voir Nonsuch (homonymie).
Les Nonsuch sont une série de bateaux à voiles de croisière populaires construits entre 1978 et le milieu des années 1990 par Hinterhoeller à Saint Catharines, en Ontario. Gréés en catboat, ils sont renommés pour leur construction solide et leur facilité d’utilisation.

## Historique
Nonsuch, traduit par "sans pareil", est le nom d'un navire construit en 1584. Par la suite, de nombreux navires héritèrent de ce nom. La plupart ont appartenu à la Marine royale du Canada. En 1668, le Nonsuch et l'Eaglet furent les 2 premiers navires (de type ketch) de la Compagnie de la Baie d'Hudson.
Au milieu des années 1970, Gordon Fisher, un marin canadien, a demandé au designer Mark Ellis de concevoir un bateau à voiles de croisière avec un intérieur décent, mais pouvant être facilement manœuvrable d'une seule main. Mark Ellis a conçu un Lundstrom-type modifiée avec un wishbone boom, sur une coque moderne avec une étrave verticale, une quille à ailettes et un gouvernail à direction équilibré.
| Modèle | Production |
| ------ | ---------- |
| 22     | 58         |
| 26     | 258        |
| 30     | 522        |
| 33     | 67         |
| 36     | 70         |

Après certaines réserves initiales, George Hinterhoeller a accepté de construire ces bateaux. Le premier Nonsuch 30' a roulé hors de son magasin à l'été 1978. Avant que George Hinterhoeller ait fermé ses portes en janvier 1996, un total de 975 Nonsuch avaient été construits.
La conception originale du 30 pieds a été modifiée en 1984 avec un arrangement différent de carlingue, sous le nom d'ultra. Des conceptions additionnelles ont été ajoutées, dans des longueurs de 22, 26, 33 et 36 pieds. La plupart des bateaux ont été construits avec un mât auto-portant (sans hauban) en aluminium en deux pièces et un wishbone aussi en aluminium. Dans les bateaux postérieurs, les mâts furent construits d'une seule pièce et en fibre de carbone.
Des Nonsuch sont encore construits aujourd'hui par Wiggers Custom Yachts Ltd., à Bowmanville (Ontario).

## Aujourd'hui
Les Nonsuch sont généralement considérés comme des bateaux construits très rigoureusement et très solides, ce qui explique leur valeur élevée de revente. En fait, deux Nonsuch, "Sérénité" de David Philpott, et "Saci IV" de Brian Shelley ont été abandonnés en mer et ont retrouvé flottants des mois plus tard. Les deux bateaux ont été rafraîchis et naviguent encore aujourd'hui.